# Willet
De willet (Tringa semipalmata, synoniem: Catoptrophorus semipalmatus) is een vogel uit de familie Scolopacidae.

## Kenmerken
Het is een vogel ter grootte van een grutto. Zijn snavel is echter recht en niet naar boven gebogen en hij heeft een vrij oninteressant grauw gestreept verenpak. Dat verandert echter als hij opvliegt, omdat zijn vleugels een opvallende tekening hebben. Zijn naam komt van zijn roep bij het nestelen, een klinkend "pil-wil-willet". Verder is de vogel vrij zwijgzaam.

## Verspreiding en leefgebied
De willet wordt aan de vloedlijn op het strand aangetroffen aan de Atlantische en - in de winter - Pacifische kusten van Noord-Amerika. Hij komt echter ook voor op de prairie van westelijk Canada.
De soort telt twee ondersoorten:
- T. s. inornata: het zuidelijke deel van Centraal-Canada en de noordelijk-centrale Verenigde Staten.
- T. s. semipalmata: zuidoostelijk Canada, de oostelijke en zuidelijke Verenigde Staten en West-Indië.